# Bruay-la-Buissière

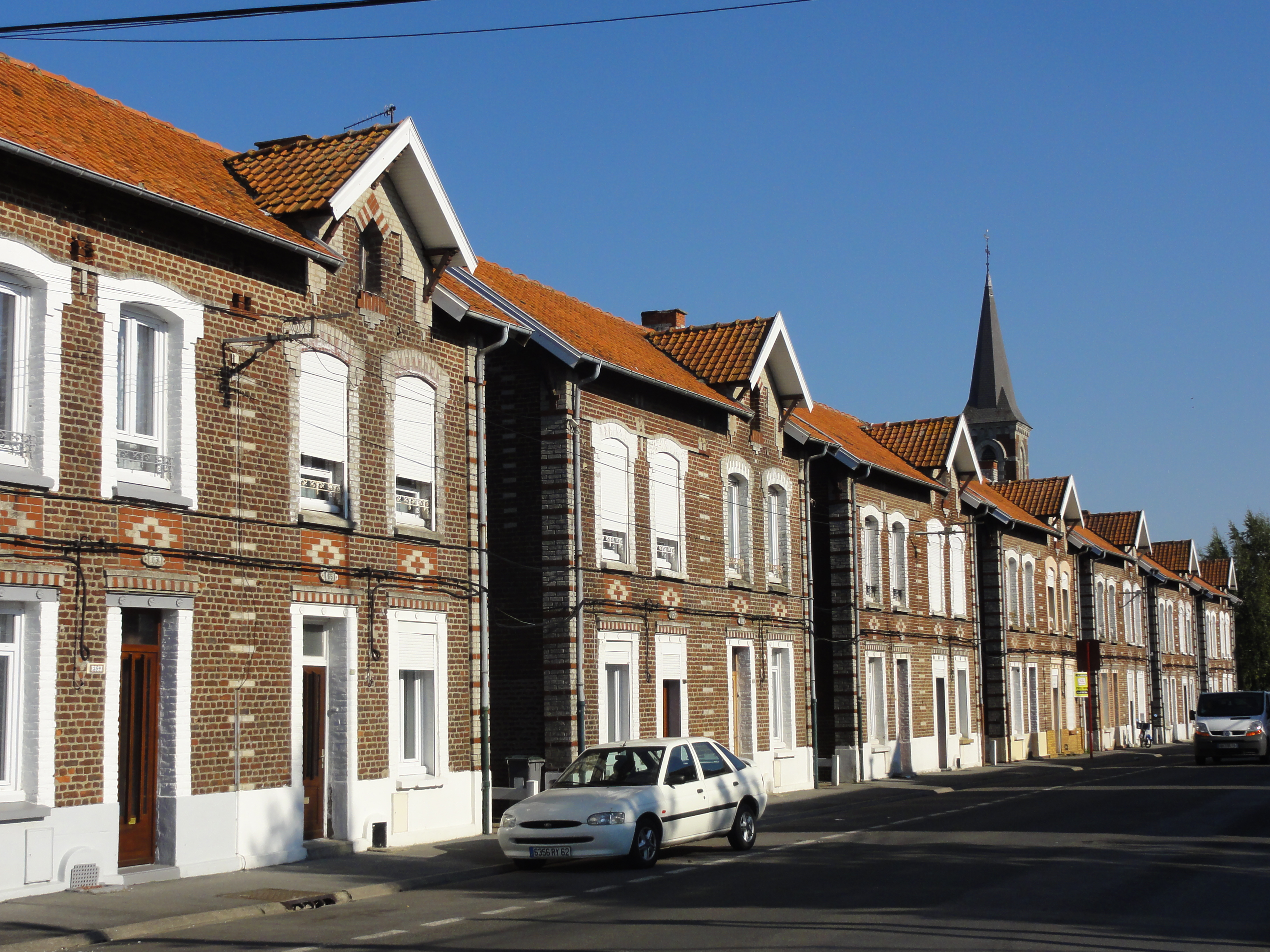

Bruay-la-Buissière là một xã của tỉnh Pas-de-Calais, thuộc vùng Hauts-de-France, miền bắc nước Pháp.

## Dân số
| 1962                                                                | 1968   | 1975   | 1982   | 1990   | 1999   |
| ------------------------------------------------------------------- | ------ | ------ | ------ | ------ | ------ |
| 30.982                                                              | 32.341 | 29.435 | 26.649 | 24.927 | 23.998 |
| Census count starting from 1962: Population without double counting |        |        |        |        |        |